# Turisme i Peru
Turisme i Peru begyndte udviklingen i 1990'erne ved stabilitionen af økonomien og genopbygningen af turistinfrastruktur. I dag udgør turismen landets tredjestørste industri, efter fiskeri og minedrift.[kilde mangler] Turismen henviser til arkæologiske monumenter, økoturismen i Amazonregnskoven, kulturel turisme i koloniale byer, gastronomisk turisme, eventyrsturisme og strandturisme. Peru modtog i 2007 den tredjestørste mængde turister i Sydamerika, efter Brasilien og Argentina. Turisme er den hurtigstvoksende industri i Peru, har vokset årligt med 25% de sidste 5 år. De fleste turister kommer fra USA, Chile, Argentina, Storbritannien, Frankrig, Tyskland, Brasilien, Spanien, Canada og Italien.

## Verdensarvsliste
De følgende monumenter er udpeget af Verdensarvslisten. Disse monumenter modtager mange turister pga. deres unikhed, attraktion og kulturelle betydning.

### La Libertad
- Chan Chan Archaeological Zone

| La Libertad     |                     |               |                                |          |
|                 |                     |               |                                |          |
| Marcahuamachuco | Peruvian Paso Horse | Huaca del Sol | Huanchaco Caballitos de totora | Marinera |

### Ancash
- Chavin de Huantar (arkæologisk ruin)
- Huascarán National Park

### Cusco
- Byen Cusco

- Machu Picchu

### Lima
- Limas historiske centrum

### Arequipa
- Arequipas historiske centrum

### Ica
- Nazca-linjerne

### Madre de Dios
- Manú nationalpark
- Río Abiseo nationalpark

## Ekstern henvisning
- Peruviansk turistbureau (spansk)